# Pero pima
Pero pima là một loài bướm đêm trong họ Geometridae.